# Michael Logen
Michael Logen is een singer-songwriter uit de Verenigde Staten. Hij stond in het voorprogramma's van John Legend en Mat Kearney en trad buiten Amerika op in Europa en met Dotan in Nederland. Hij heeft ook muziek geschreven voor andere artiesten. 

## Carrière
Logen groeide op in in Lewisburg, een doopsgezinde gemeenschap in Pennsylvania. Hier leerde hij gitaar, piano en harmonica spelen op de muziek van Tom Paxton en Johnny Cash. Vanaf zijn twaafde jaar begon hij zelf met het schrijven van teksten. 
Na het volgen van een muziekstudie, reisde Logen een jaar lang door Spanje, Italië en Frankrijk. In die landen schreef hij de nummers voor zijn debuutalbum ‘Things I Failed To Mention’ (2007). Hij is woonachtig in Nashville.
Logens muziek is bij het grote publiek voornamelijk bekend geworden doordat deze muziek werd gebruikt in televisieseries als One Tree Hill  en Parenthood. Daarnaast heeft Logen in voorprogramma’s gestaan van onder anderen John Legend en Mat Kearney.
Naast zanger en schrijver van zijn eigen muziek, heeft Logen ook nummers geschreven voor andere zangers als Kelly Clarkson ('Breaking Your Own Heart') en Mat Kearney ('The City of Black and White').

## Prijzen
Logen heeft twee keer de "We Are Listening - Singer-Songwriter of the Year Award” uit Londen gewonnen.

## Discografie
- Things I failed to Mention (2007)